# Збраславський монастир

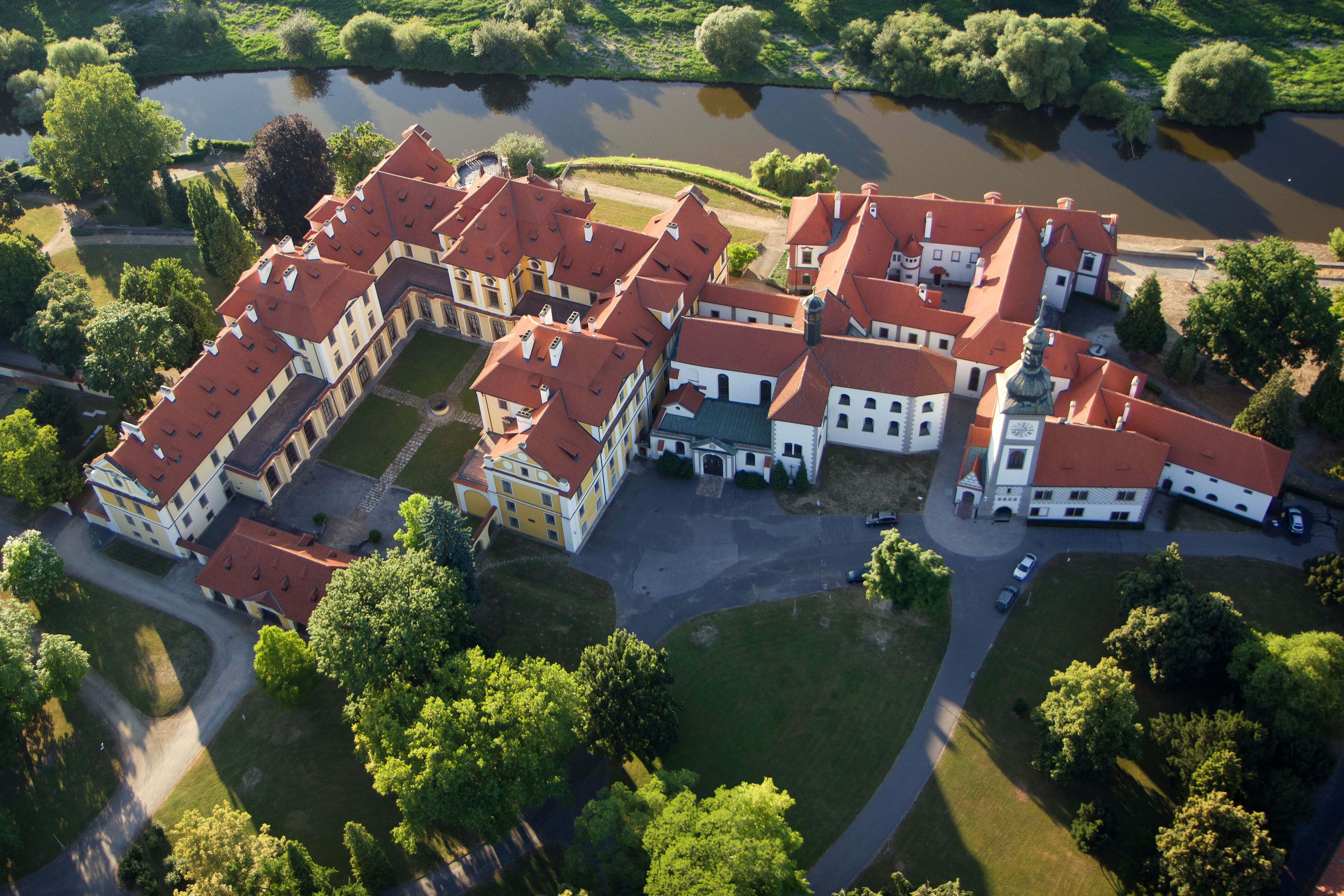
Будівлі колишнього Збраславського монастиру

Збраславський монастир (лат. Aula Regia, чеськ. Zbraslavský klášter) — колишній цистерціанський монастир, що знаходиться в Збраславі, нині частина Праги, біля злиття річок Влтава і Мже (сьогоднішня Бероунка). Був одним з найзначніших монастирів цистерціанського ордена в Богемському королівстві. Заснований королем Вацлавом II у 1292 році він став королівським некрополем останніх членів династії Пржемисловичей. Велика шкода монастирю була завдана під час гуситських воєн та нападом шведських військ під час Тридцятилітньої війни.
Збраславський монастир, разом з ще 8 цистерціанськими монастирями, був скасований богемським королем і імператором священної римської імперії Йосифом II в 1789 році, і всі об'єкти були передані до релігійного фонду, який потім був проданий. Монастирські споруди використовувалися як цукровий завод, для зберігання зерна, хімічний завод і пивоварний завод. У 1995 році він був включений до Переліку національних пам'яток культури. Нині тут створено депозитарій Національної музейної бібліотеки з кабінетом для студентів та дослідників. До комплексу замок входить також барокова церква св. Якуба Вецши з картиною Мадони Збраслава, картинами Карела Шкрета і Петра Брандля, а також останків останніх королів Пржемисловичей, які регулярно відкриті для громадськості як частина регулярних богослужінь.
Найвідомішим абатом цього монастиря був Петр Циттау († 1339), який написав «Збраславську хроніку» (лат. Chronicon Aulae Regiae), найважливе джерелом історії Богемії в першій половині XIV століття. Збраславське абатство відоме також за видатну готичну картину з 1340-х рр. Мадонна Збраслава.